# Il est là
Il est là – utwór francuskiej wokalistki Dany Dauberson, nagrany w 1956 roku i napisany przez Simone Vallauris. Singiel był jedną z dwóch propozycji, które reprezentowały Francję podczas 1. Konkursu Piosenki Eurowizji organizowanego w tym samym roku.
Podczas konkursu, który odbył się 24 maja 1956 roku w Teatro Kursaal w szwajcarskim Lugano, utwór został wykonany jako dwunasty w kolejności i stanowił drugą w historii propozycję kraju wykonaną podczas koncertu finałowego imprezy. Dyrygentem orkiestry podczas występu wokalistki został Franck Pourcel. Z powodu niezachowania się oficjalnych wyników finału konkursu, nieznany jest końcowy rezultat piosenki w ogólnej klasyfikacji.